# Moun Né (massif du Barbat)
Pour les articles homonymes, voir Moun Né.
Le Moun Né ou pic de Monné est un sommet des Pyrénées dans le massif du Barbat, département des Hautes-Pyrénées en région Occitanie. Situé au nord du Grand Barbat, il culmine à 2 724 mètres, entre la station thermale de Cauterets et la vallée d'Estaing en val d'Azun.

## Toponymie
Moun Né vient de l'occitan mouné qui signifie le « sommet noir ».

## Géographie

### Topographie
Il domine directement le cirque du Lys et la vallée du Cambasque.